# 유리 바시메트

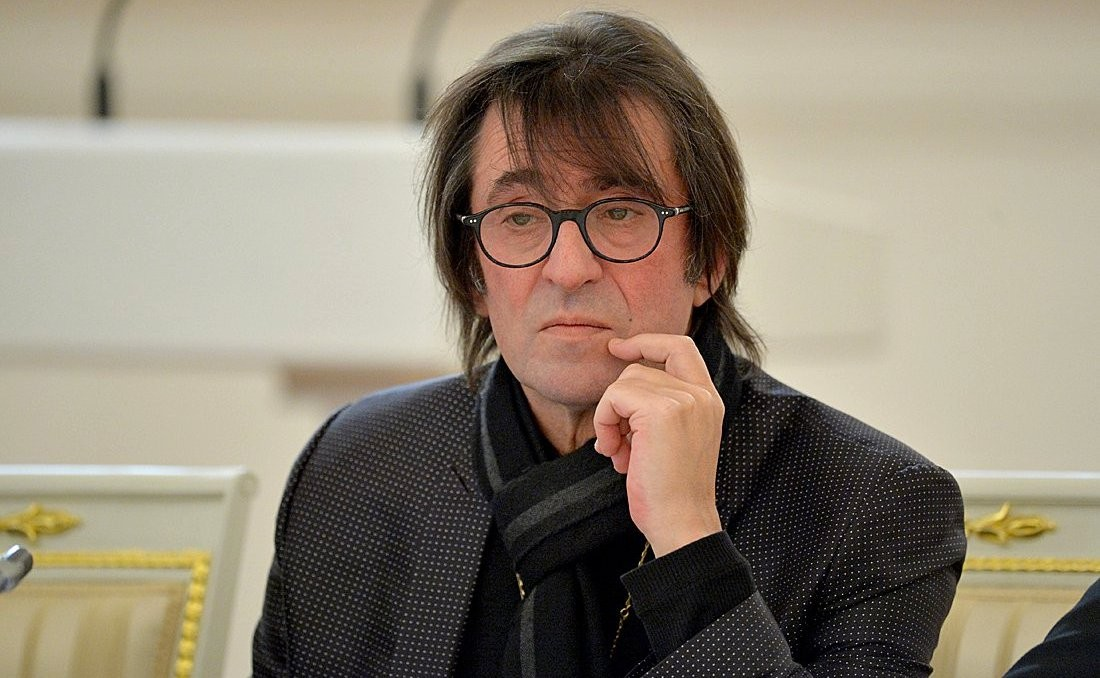

유리 아브라모비치 바시메트(Yuri Abramovich Bashmet, 러시아어: Юрий Абрамович Башмет; 1953년 1월 24일 ~ )은 러시아의 지휘자이자 바이올리니스트, 비올리스트이다.

## 생애
1964년 1월 24일 러시아 로스토프나도누에서 태어나 유년기를 우크라이나 리비우에서 보냈다. 언어학자였던 어머니에게 어려서부터 많은 음악적인 영감과 영향을 받고 자랐다.
1971년 18세의 나이로 모스크바 음악원에 입학하여 바딤 보리소프스키와 페오도르 드루치닌에게 비올라, 바이올린을 배웠다.
1976년, 세계 유수의 콩쿠르 중 하나인 뮌헨 국제 비올라 콩쿠르에서 우승하면서 세계적으로 이름을 떨치기 시작하였다.
1986년에는 챔버 앙상블 그룹 모스크바 솔로이스트를 창단해 리더로 활동해 오고 있다.

## 공연
뮌헨 국제 비올라 콩쿠르에서 우승한 이후로 유럽과 북미의 거의 모든 주요 콘서트홀에서 런던 심포니, 보스턴 심포니, 콘서트헤보, 라 스칼라, 로열 필, 필하모니아 오케스트라 등 세계 각지의 대표적인 교향악단과 더불어 유수의 지휘자들과 함께 협연하였으며 라 스칼라, 콘서트헤보에서 최초로 비올라 독주회를 개최하는 등 많은 독주회를 열었다.

## 헌정된 작품과 초연작
바슈메트의 독특한 음악적 해석에 감명을 받은 많은 작곡가들은 바슈메트를 위해 작품을 헌정하였는데, 아래 목록은 그중 비올라 레파토리에 한 획을 긋는 중요한 작품들이다.
- 기아 칸첼리(Giya Kancheli)의 비올라 협주곡

- 폴 루더스(Poul Ruders)의 비올라 협주곡

- 소피아 구바이둘리나(Sofia Gubaidulina)의 비올라 협주곡

- 벤자민 브리튼(Benjamin Britten)의 바이올린과 비올라를 위한 2중협주곡

- 알프레드 슈니트케(Alfred Garrievich Shnitke)의 비올라 협주곡

## 발표한 음반
유리 바시메트가 발표한 음반 목록은 다음과 같다.
1. Glinka/Roslavets/Shostakovich: Son Vla
2. Yuri Bashmet: Plays Schubert/Schuman/Bruch/&
3. J. Brahms: Son Vla 1/Son Vln/Songs Sop
4. H. Berlioz: Harold In Italy
5. Yuri Bashmet: Plays Brahms/Shostakovich
6. Legends Of Russia: Legends Of Russia
7. Walton, Sir William: Concerto for Viola: 1st movement, Andante c
8. G. Kancheli: Bright Sorrow/Mourned
9. Vivaldi/Pergolesi: Nisi Dominus/Stabat Mater
10. Bruch/Walton: Op. 85, Kol nidrei, Op. 47, Concerto fuer Viola
11. Haydn Concertos por Violoncelle 1 & 2
12. Anne Gastinel, Violoncello, Solistes de Moscou,
13. Schnittke, Viola Concerto Trio Sonata